# Garrett Wang
Garrett Richard Wang (王以瞻; nascut el 15 de desembre de 1968) és un actor estatunidenc conegut sobretot pel seu paper d’alferes Harry Kim a Star Trek: Voyager.

## Primers anys i educació
Wang va néixer a Riverside (Califòrnia), de pares immigrants taiwanesos estatunidencs. Té una germana. De petit, Wang es mudava sovint. Va anar a parvulari a Indiana abans de traslladar-se a Bermudes, després a Memphis, Tennessee, i després va tornar a Califòrnia.
L'estiu de 1990, va assistir a un programa d'intercanvi cultural patrocinat per l'estat taiwanès. Una de les raons per les quals va decidir convertir-se en actor va ser ser un model a seguir per a altres asiàtics-americans que buscaven feina a la indústria de l'entreteniment. un entorn predominantment no asiàtic. Wang es va graduar a la Harding Academy High School de Memphis.
Els pares de Wang no van donar suport a les seves ambicions d'actor. El seu pare va emigrar de Taiwan per estudiar a l'escola de postgrau als Estats Units i no veia la interpretació com una opció professional estable. La seva mare va ser acceptada a l'Escola de Drama de Taiwan de jove, però no hi va assistir a causa de les objeccions del seu pare. Quan els seus pares van conèixer l'actriu Bonnie Franklin en un aeroport de Hawaii, ella els va dir que Wang mai no triomfaria en el negoci. La seva mare finalment li va suggerir que s'unís a l'exèrcit per aprendre una mica de disciplina.
Wang va estudiar a la Universitat de Califòrnia a Los Angeles. Va canviar d'especialitat diverses vegades, passant de biologia a ciències polítiques, passant per història, economia i finalment estudis asiàtics, amb totes les seves optatives de nivell superior en teatre.

## Carrera
Quan Wang va decidir convertir-se en actor a temps complet, va fer un tracte amb els seus pares: si no tenia èxit en dos anys, ho deixaria, amb la condició que l'ajudessin a finançar les seves despeses. Després de no trobar feina durant mesos, va aconseguir alguns papers en anuncis. Aquesta exposició li va valer un paper com a estrella convidada a 1994 a l'episodi "Submission:Impossible" de la sèrie All-American Girl de Margaret Cho com a Raymond Han, un metge solter amb una bona estabilitat financera.
Wang va protagonitzar la pel·lícula de tesi de màster en belles arts d'Eric Koyanagi a l'escola de cinema USC, Angry Cafe (1995). Posteriorment va tornar per protagonitzar el debut com a director de Koyanagi, Hundred Percent (1998), que també va ser el debut de Wang. Ambdues pel·lícules van ser escrites i dirigides per asiàtics-americans, i protagonitzades per ells.
Un any i un mig després de la seva aposta amb els seus pares, Wang va aconseguir el seu paper més conegut, el de l'alferes Harry Kim a "Star Trek: Voyager", que es va emetre del 1995 al 2001.
El 2005, Wang va interpretar Chow Ping a la minisèrie de televisió "Into The West", que va ser produïda executivament per Steven Spielberg.
Va interpretar Garan a la producció de fans del 2007 Star Trek: Of Gods and Men, dient: "sempre és més difícil per un actor per interpretar el dolent."

### Teatre
El 1993, mentre era estudiant a la UCLA, Wang va interpretar John Lee, un adolescent britànic-xinès gai que mata el seu amant irlandès, a l'obra de Chay Yew, Porcelain, al desaparegut Burbage Theater de Sawtelle (Los Angeles).

## Star Trek
Des de ben petit, l'actor Garrett Wang era un fan de la ciència-ficció, en particular de Star Wars i Battlestar Galactica (sèrie de televisió de 1978).
Va veure totes les pel·lícules de Star Trek que van sortir als cinemes, però no va seguir Star Trek: La nova generació (TNG) abans de treballar a Voyager. El primer episodi de la primera temporada de TNG que va veure va ser "Codi d'honor", que va dir que tots els guionistes de Trek consideraven "el pitjor episodi produït de la història". En tres ocasions, en un any i mig, va intentar tornar a veure TNG, i sempre era una repetició de "Codi d’honor".
En un panell d'una convenció el 2015, Wang va dir sobre això: "Em vaig adonar que Déu em deia "No et facis fan de TNG!" Perquè hauria estat massa nerviós per fer una audició per a Voyager. Així que, de debò, Déu em va ajudar a pujar a la Voyager."
A Star Trek Las Vegas el 2014, es va anunciar que Wang repetiria el seu paper de Harry Kim a "Delta Rising", la segona expansió del videojoc de rol massiu, Star Trek Online.

### Convencions
Wang ha estat moderador de famosos entrevistant altres celebritats en diverses convencions d'arreu del món des del 2008.
El 2010, va ser nomenat director de la Trek Track per a la Dragon Con, convertint-se en el primer actor a treballar entre bastidors en una convenció.
Wang ha participat a la Calgary Comic and Entertainment Expo, el 2012 entrevistant Stan Lee i estant present en un estand entre altres expositors, i com a ponent sorpresa a TNG Exposed.

## Vida personal
Fins al novembre de 2017, Wang va presentar un podcast setmanal a Twitch. Va parlar de la seva feina posterior a Star Trek com a moderador de convencions i altres anècdotes de la seva vida.
Actualment copresenta el podcast The Delta Flyers amb Robert Duncan McNeill, que va interpretar Tom Paris a Voyager.
És baptista.

## Filmografia

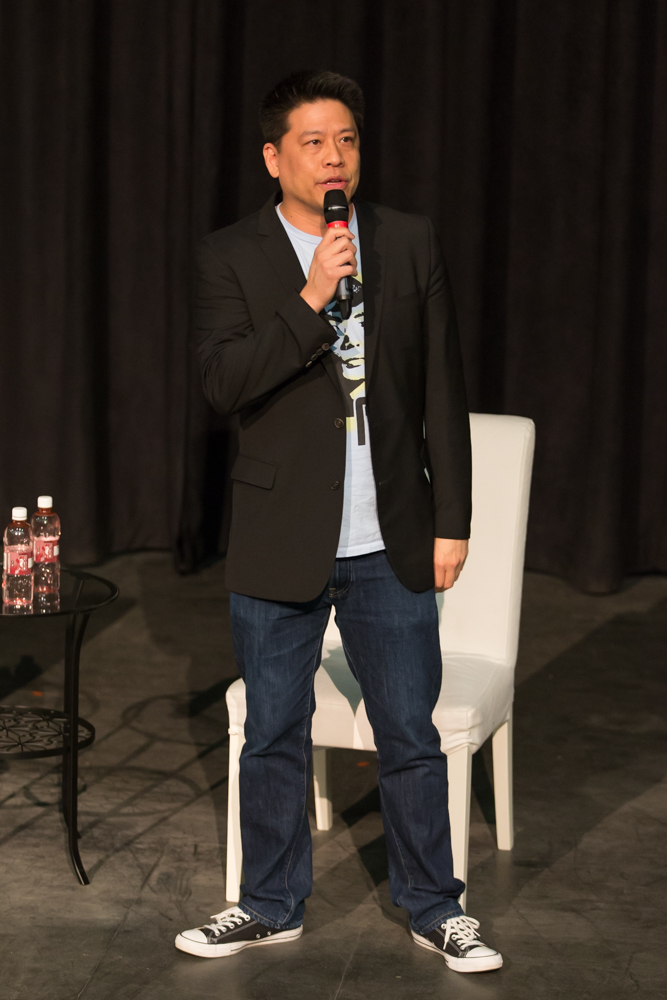
Garrett Wang interactua amb el públic al seu panell a la Calgary Expo 2015.

### Cinema
| Any  | Títol                | Paper              | Notes                             |
| ---- | -------------------- | ------------------ | --------------------------------- |
| 1995 | Flesh Suitcase       |                    |                                   |
| 1995 | Angry Cafe           | Sense nom          | Curtmetratge                      |
| 1998 | Hundred Percent      | Troy Tashima       |                                   |
| 1998 | Ivory Tower          | Mark               |                                   |
| 1999 | The Auteur Theory    | Mike Wong/Déu      |                                   |
| 2002 | Demon Island         | Paul               |                                   |
| 2005 | Deja Vu              |                    | Curtmetratge de vídeo             |
| 2006 | The Money Spread     | Taylor Vin         | Curtmetratge                      |
| 2009 | Why Am I Doing This? | Vic Vu             |                                   |
| 2009 | The Ride             | Henry              | Curtmetratge                      |
| 2014 | Alongside Night      | Major Chin         | Basat en el llibre del mateix nom |
| 2020 | Unbelievable!!!!!    | Dr. Charles Hunter |                                   |
| 2020 | Monster Force Zero   |                    |                                   |

### Televisió
| Any       | Títol                      | Paper                  | Notes                                            |
| --------- | -------------------------- | ---------------------- | ------------------------------------------------ |
| 1994      | All-American Girl          | Raymond Han            | Episodi: "Submission Impossible"                 |
| 1995–2001 | Star Trek: Voyager         | Harry Kim              | Sèrie de televisió; paper principal 172 episodis |
| 2002      | Into the West              | Chow-Ping Yen          | TV minisèrie Episodi: "Hell on Wheels"           |
| 2007      | Star Trek: Of Gods and Men | Comandant Garan        | Minisèrie 3 episodis                             |
| 2015      | American Dad!              | Home xinès             | Episodi: "American Fung"                         |
| 2024      | Star Trek: Lower Decks     | Alternatius Harry Kims | Episodi: "Fissure Quest"                         |

### Vídeojocs
| Any  | Títol                            | Paper     | Notes        |
| ---- | -------------------------------- | --------- | ------------ |
| 2002 | Star Trek: Voyager – Elite Force | Harry Kim | Paper de veu |
| 2014 | Star Trek Online                 | Harry Kim | Paper de veu |
| 2023 | Truth                            | Host      |              |